# George Maddison
Pour les articles homonymes, voir Maddison.
George Maddison (mort en 1783) est un homme politique britannique et sous-secrétaire d'État aux Affaires étrangères en 1782-1783.

## Biographie
On pense qu'il est né à Hole House, Edmundbyers, dans la paroisse de Lanchester dans le comté de Durham. Il meurt subitement à Paris le 27 août 1783, avec des soupçons d'empoisonnement.
Son frère John (mort le 24 octobre 1808 à l'âge de 65 ans) occupe des postes diplomatiques, notamment au bureau du receveur général des Postes en 1766 et secrétaire au ministère des Affaires étrangères le 11 juillet 1787.
Le Sous-secrétaire d'État aux Affaires étrangères est un poste subalterne au sein du gouvernement britannique depuis 1782, subordonné au secrétaire d'État aux Affaires étrangères, qu'il occupe (conjointement avec William Fraser) de 1782 à 1783. Il est le deuxième (co) titulaire du poste.
Maddison occupe divers postes diplomatiques au sein du gouvernement et, en tant que sous-secrétaire, a reçu une promotion  le 2 avril 1783 au poste de secrétaire de l'ambassade extraordinaire auprès du roi de France. 
Maddison est mentionné dans Ode to the River Derwent, un poème d'environ 40 vers de John Carr, qui est publié dans The Bishoprick Garland de 1834 par Sir Cuthbert Sharp.